# Ясмина Кайтазович
Ясмина Кайтазович (словен. Jasmina Kajtazovič; нар. 26 лютого 1991) — колишня словенська тенісистка.
Найвищу одиночну позицію світового рейтингу — 518 місце досягла 15 вересня 2008, парну — 516 місце — 20 червня 2011 року.
Здобула 1 одиночний та 5 парних титулів туру ITF.

## Фінали ITF

### Одиночний розряд (1–3)
| Легенда          |
| ---------------- |
| турніри $100,000 |
| турніри $75,000  |
| турніри $50,000  |
| турніри $25,000  |
| турніри $10,000  |

| Фінали за покриттям |
| ------------------- |
| Тверде (1–0)        |
| Ґрунт (0–3)         |
| Трава (0–0)         |
| Килим (0–0)         |

| Результат | Ранг | Дата           | Турнір                        | Покриття | Суперниця        | Рахунок       |
| --------- | ---- | -------------- | ----------------------------- | -------- | ---------------- | ------------- |
| Перемога  | 1.   | 3 грудня 2007  | Гавана, Куба                  | Тверде   | Вівіан Сегніні   | 6–3, 6–1      |
| Поразка   | 1.   | 23 червня 2008 | Сараєво, Боснія і Герцеговина | Ґрунт    | Тереза Мрдежа    | 3–6, 0–6      |
| Поразка   | 2.   | 23 серпня 2010 | Добой, Боснія і Герцеговина   | Ґрунт    | Зузана Злохова   | 6–7(4–7), 5–7 |
| Поразка   | 3.   | 12 грудня 2011 | Анталія, Туреччина            | Ґрунт    | Дарія Сальникова | 3–6, 1–6      |

### Парний розряд (5–1)
| Легенда          |
| ---------------- |
| турніри $100,000 |
| турніри $75,000  |
| турніри $50,000  |
| турніри $25,000  |
| турніри $10,000  |

| Фінали за покриттям |
| ------------------- |
| Тверде (0–0)        |
| Ґрунт (5–1)         |
| Трава (0–0)         |
| Килим (0–0)         |

| Результат | Ранг | Дата           | Турнір                      | Покриття | Партнерка        | Суперниці                           | Рахунок           |
| --------- | ---- | -------------- | --------------------------- | -------- | ---------------- | ----------------------------------- | ----------------- |
| Поразка   | 1.   | 9 березня 2009 | Рим, Італія                 | Ґрунт    | Лусія Сайнс      | Клаудія Джовіне Валентіна Сульпіціо | 6–4, 0–6, [6–10]  |
| Перемога  | 1.   | 26 липня 2010  | Палич, Сербія               | Ґрунт    | Зузана Злохова   | Мартина Гледачева Франческа Маццалі | 6–1, 4–6, [10–7]  |
| Перемога  | 2.   | 23 серпня 2010 | Добой, Боснія і Герцеговина | Ґрунт    | Зузана Злохова   | Александра Дамаскін Анна Цая        | 6–1, 6–2          |
| Перемога  | 3.   | 30 серпня 2010 | Брчко, Боснія і Герцеговина | Ґрунт    | Ема Бургіч-Буцко | Патріча Кіря Маргарита Лазарева     | 6–3, 6–3          |
| Перемога  | 4.   | 13 серпня 2012 | Інсбрук, Австрія            | Ґрунт    | Полона Ребершак  | Клара Догналова Ленка Кунчікова     | 7–5, 2–6, [20–18] |
| Перемога  | 5.   | 20 серпня 2012 | Брауншвейг, Німеччина       | Ґрунт    | Анна Смоліна     | Кім Грайдек Сильвія Заґурська       | 6–1, 6–3          |

## Участь у Кубку Федерації

### Одиночний розряд
| Розіграш                                          | Стадія | Дата          | Місце        | Супротивник | Покриття | Суперниця     | W/L | Рахунок  |
| ------------------------------------------------- | ------ | ------------- | ------------ | ----------- | -------- | ------------- | --- | -------- |
| Кубок Федерації 2011 зона Європа/Африка, група II | R/R    | 6 травня 2011 | Каїр, Єгипет | Вірменія    | Ґрунт    | Нуне Хачатрян | W   | 6–4, 6–2 |

### Парний розряд
| Розіграш                                          | Стадія | Дата          | Місце          | Супротивник     | Покриття | Партнерка        | Суперниці                    | W/L | Рахунок       |
| ------------------------------------------------- | ------ | ------------- | -------------- | --------------- | -------- | ---------------- | ---------------------------- | --- | ------------- |
| Кубок Федерації 2011 зона Європа/Африка, група II | R/R    | 5 травня 2011 | Каїр, Єгипет   | Грузія          | Ґрунт    | Ема Бургіч-Буцко | Татія Мікадзе Сопія Шапатава | L   | 6–4, 1–6, 3–6 |
| Кубок Федерації 2011 зона Європа/Африка, група II | R/R    | 6 травня 2011 | Каїр, Єгипет   | Вірменія        | Ґрунт    | Ема Бургич       | Анна Мовсісян Офелія Погосян | W   | 6–1, 6–1      |
| Кубок Федерації 2013 зона Європа/Африка, група I  | R/R    | 7 лютого 2013 | Ейлат, Ізраїль | Велика Британія | Тверде   | Єлена Симич      | Джоанна Конта Лора Робсон    | L   | 0–6, 0–6      |